# Grupo multigrado
Los Grupos multigrado, son un concepto que se utiliza principalmente en las escuelas de educación básica, en la cual los grupos de trabajo son integrados por alumnos de diferentes grados. 

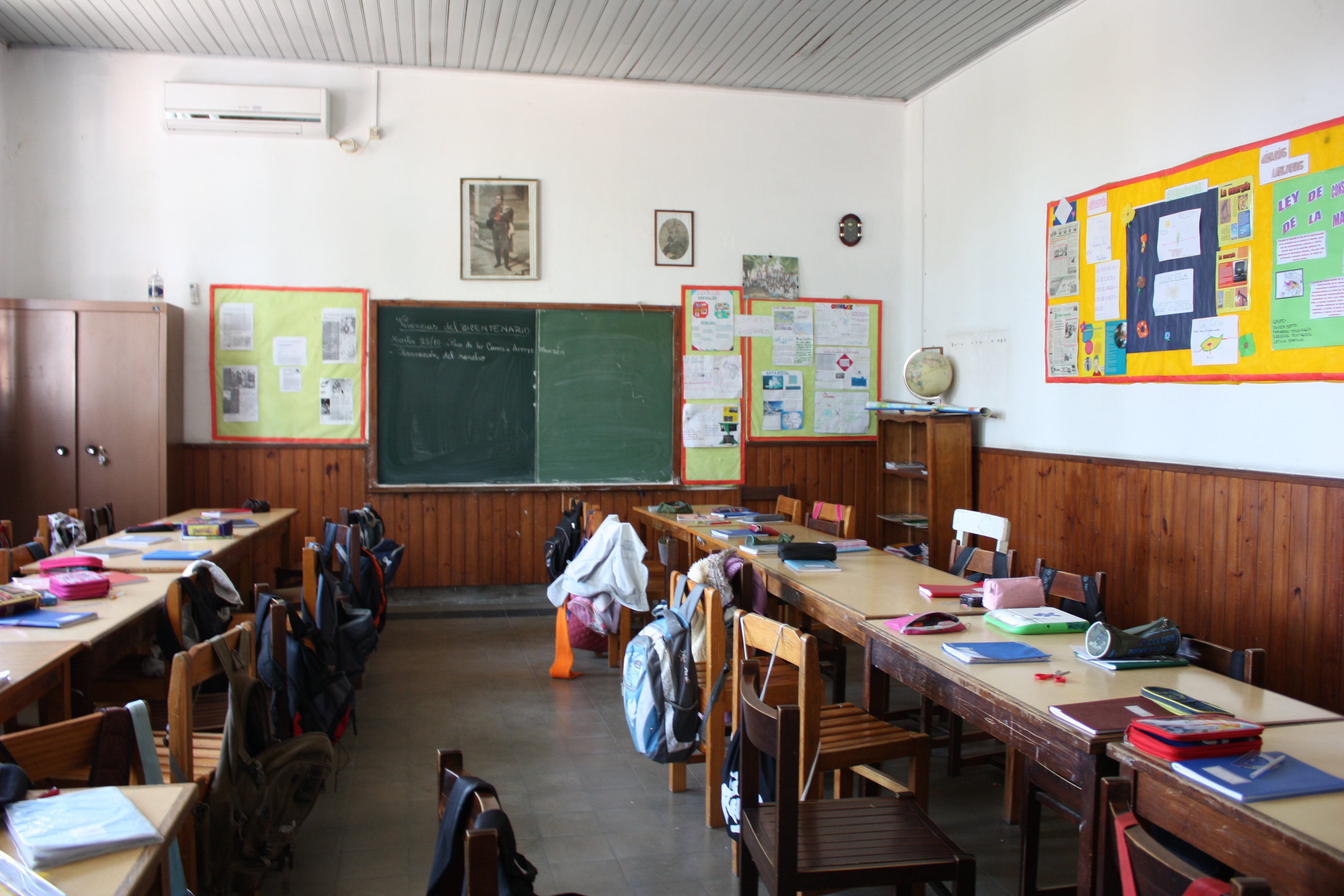
Escuela rural

En México, los grupos multigrado son frecuentes en contextos rurales, en donde los grupos son atendidos por un/una docente con distintos grados en la misma aula. La Comisión Nacional para la Mejora Continua de la Educación (Mejoredu) menciona "las escuelas multigrado tienen presencia en todos los niveles de educación básica, en los servicios general e indígena. Han representado una manera de garantizar el derecho a la educación en zonas con condiciones geográficas, sociales o culturales que generan una baja concentración de estudiantes. Se trata de escuelas ubicadas principalmente en áreas rurales con menos de 2500 habitantes, que se dedican a actividades económicas asociadas al sector primario –agrícola, pecuario, etc. (Galván y Espinosa, 2017; INEE, 2019a, 2019c; Rossainzz, 2020)".
Cada nivel es conformado de distinta forma, pero pueden ser similares en cuanto a organización: en las escuelas multigrado no existe un director técnico, sino un docente comisionado a dicha dirección pero debe atender al grupo que le ha sido asignado, esto ocasionado más carga no solo didáctica y de su aula, sino también administrativa que debe atender con rapidez. 
Las escuelas multigrado pueden ser: unitarias (un solo docente que atiende a todos los grupos), bidocente (dos docentes para atender a los grupos), tridocente (tres docentes para atender las necesidades de los grupo), tetradocente (cuatro docentes). "En el caso de las escuelas primarias, por el número de docentes, pueden dividirse en unitarias, bidocentes, tridocentes, tetradocentes y pentadocentes. Las primeras tres tienen la característica de ser multigrado de manera más estable que las últimas dos, las cuales muchas veces logran completar su planta docente al menos por algún tiempo".
Los grados en primaria son: primero, segundo, tercero, cuarto, quinto y sexto. Esto significa que un grupo de niños puede estar formado por dos, tres, cuatro, cinco o seis grados y ser atendidos por un solo maestro. Por lo tanto, hay escuelas donde un maestro debe trabajar, por ejemplo con dos grados: primero y segundo, tercero y cuarto, o quinto y sexto. O con tres grados: primero, segundo y tercero, o cuarto, quinto y sexto. También, en ocasiones, cuando hay pocos niños en la escuela, tiene que trabajar el maestro con los seis grados.

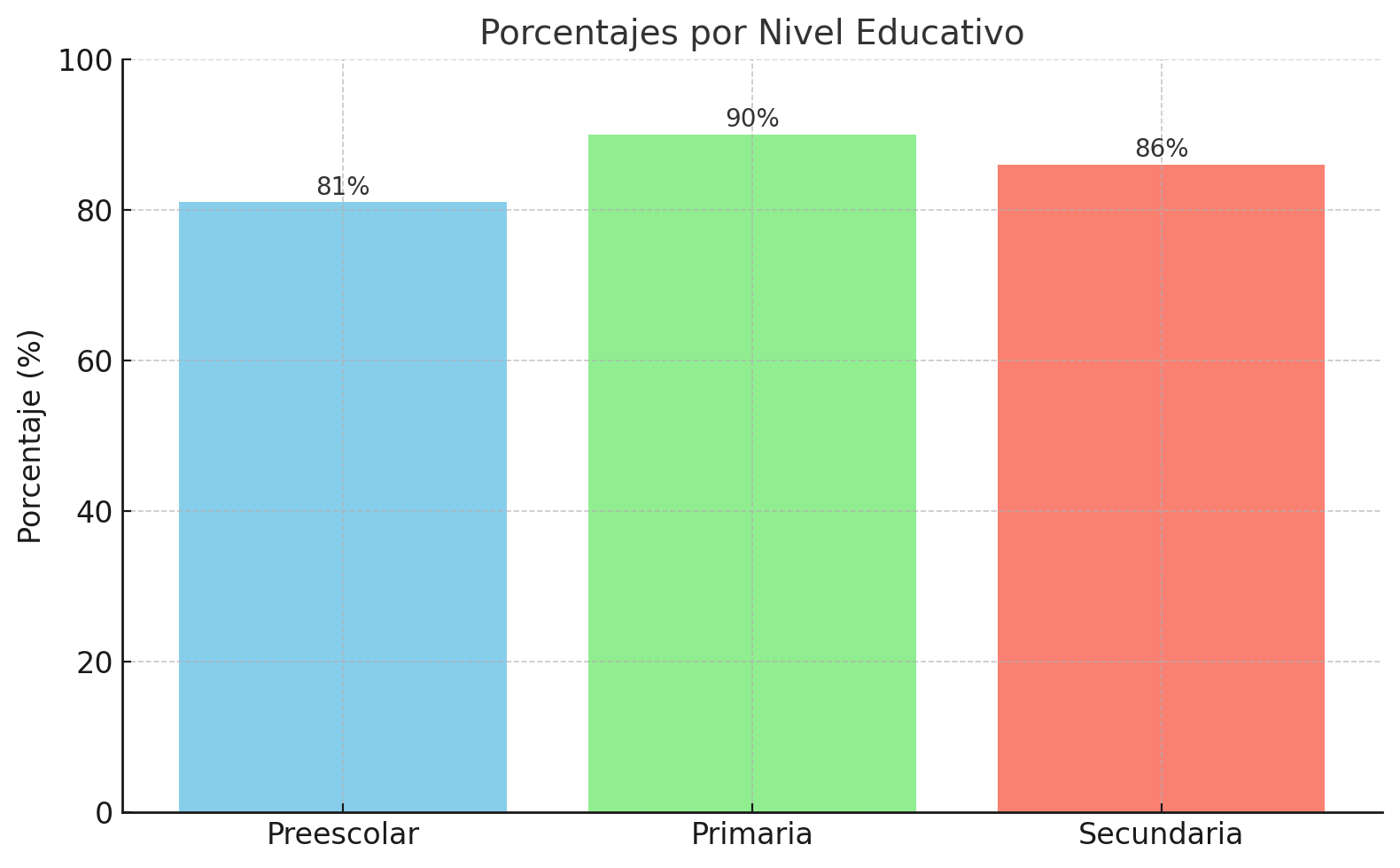
gráfico de barras que representa los porcentajes por nivel educativo: 81% en preescolar, 90% en primaria y 86% en secundaria

Santos, A. (2019), menciona que al menos en el ciclo escolar 2018-2019,  el sistema de educación básica en México se conformo por 226 188 escuelas, mediante las cuales se brinda atención a poco más de 25 millones de alumnos, gracias al trabajo que realizan 1 219 862 docentes. En todos los niveles de educación básica, la gran mayoría de las escuelas son de sostenimiento público: 81% en preescolar, 90% en primaria y 86% en secundaria
El trabajar con un grupo multigrado, debería verse como un beneficio y no como una carga, en dichos grupos, el aprendizaje es variado, ya que existe una gran diversidad en el aula y en estos grupos debe trabajarse la inclusión que tanto se menciona en la Nueva Escuela Mexicana. En el Boletín Mensual de la Comisión Nacional para la Mejora Continua de la Educación, se menciona que las actividades didácticas en los grupos multigrado se pueden diseñar y desarrollar en función de los diversos intereses, posibilidades, ritmos y niveles de apropiación de aprendizajes del alumnado, más allá de la separación por grados escolares.
Schmelkes, S. y Aguila, G., en 2019, rescataron lo siguiente "el que una escuela sea multigrado no representa en sí mismo un problema, incluso puede representar una ventaja pedagógica. En la historia de la educación escolarizada, la escuela multigrado ha jugado un papel central; hay propuestas pedagógicas modernas e innovadoras, casi todas ellas privadas, que trabajan con metodologías multigrado" 
Es importante ver el trabajo de grupos multigrado como un momento para aprender de todos, ya que inclusive la manera de planear es diferente a cuando se trabaja con un solo grupo de una edad determinada, es por ello que un docente que trabaje con este tipo de grupos, debe buscar la manera de seguir formándose para poder atender las necesidades del grupo, y esto no solo debería ser en estos grupos, sino en cada uno de aquellos que conforman la educación básica. 
Rodriguez, B; Bautista, M y Servín, O (2021) mencionan que las actividades de actualización permiten a los profesores completar aspectos de formación que aparecen como nuevos requerimientos, y consisten en la puesta al día de sus saberes disciplinarios y pedagógicos; sin embargo, no hay formación continua para atender un grupo multigrado, los mismos autores reconocen que "se han priorizado temas generales sobre educación entre los que destaca la introducción de elementos técnicos como planeación, evaluación, estándares, propósitos, entre otros, pero ajenos a los contextos escolares en donde los profesores deben atender más de un grado escolar al mismo tiempo". (2021) 

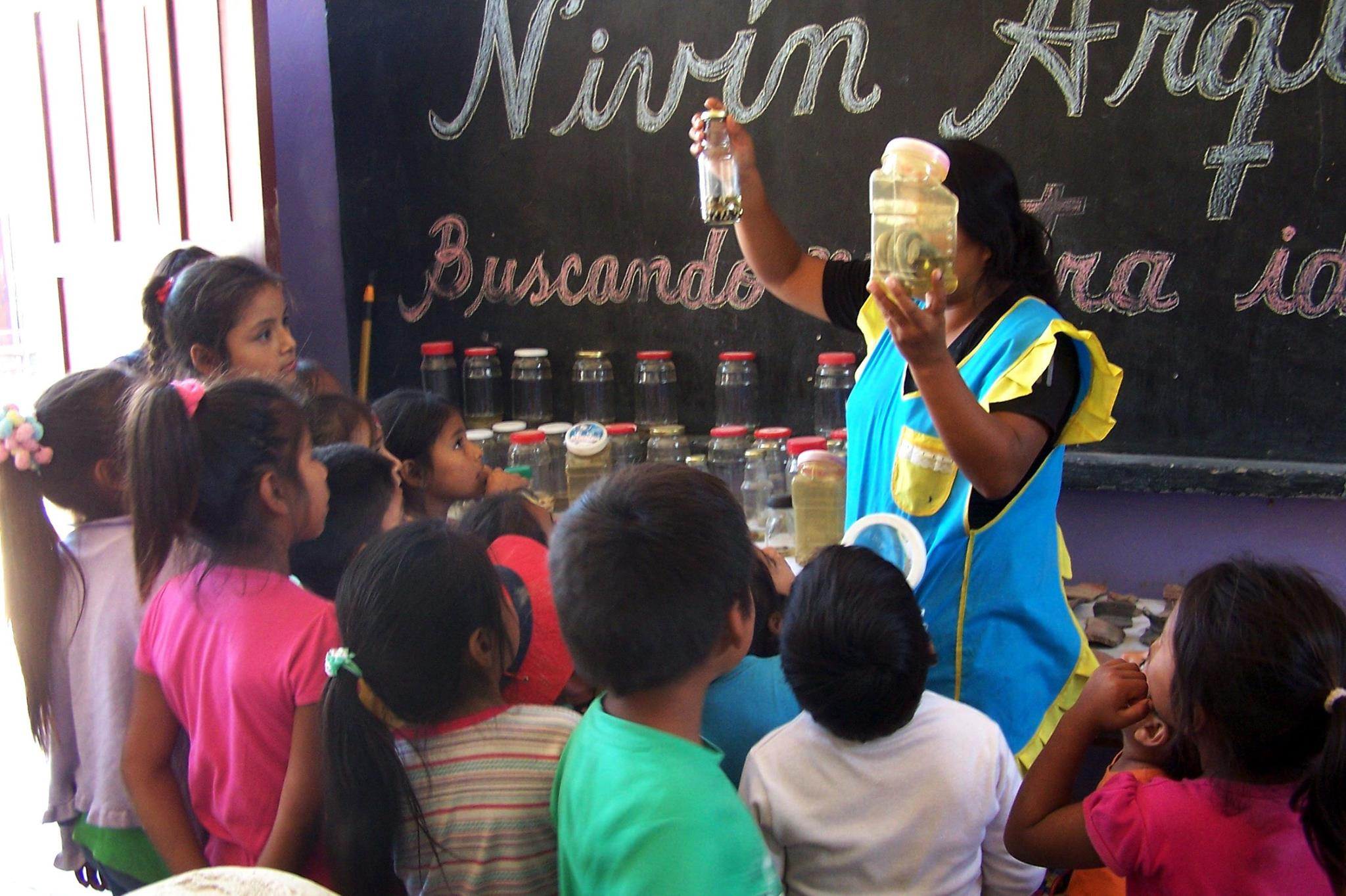
Maestra trabajando con alumno (algo significativo)

Actualmente, la Nueva Escuela Mexicana y el gobierno de México le han dado más visibilidad a este tipo de contextos y han brindado apoyos tanto económicos como académicos a aquellos grupos multigrado, retomando lo que menciona el Boletín Mensual de la Comisión Nacional para la Mejora Continua de la Educación  "Con el nuevo plan de estudio en construcción ‒particularmente con la edición sintética de los programas y la estrategia nacional para la educación multigrado‒ contaremos con elementos que nos faciliten la construcción de un programa analítico, donde pondremos en juego la vinculación de los contenidos curriculares con los saberes comunitarios, y plantearemos los retos que asumimos desde cada realidad escolar, aprovechando el contexto rico en posibilidades que nos ofrece el medio rural." (2022)